# Pepper Potts
Virginia Pepper Potts egy kitalált szereplő a Marvel Comics képregényeiben. Stan Lee író és Don Heck alkotta meg, első megjelenése a Tales of Suspense 45. számában volt 1963 szeptemberében. A Vasember sorozatának egyik mellékszereplője.
A Vasember-képregények alapján készült, A Vasember című 2008-as mozifilmben Gwyneth Paltrow alakította.

## Életrajza
Pepper eredetileg úgy jutott titkárnői állásához, hogy kijavított egy könyvelési hibát, amit maga Tony Stark vétett. Virginia szerelmes volt a főnökébe, amit csipkelődő megjegyzésekkel leplezett, majd a későbbiek során Tony asszisztense és sofőrje, Happy Hogan felé is vonzódni kezdett. A szerelmi háromszögnek végül a Hogannal kötött házassága vetett véget, akivel együtt szöknek meg a „Tales of Suspense” 91-ik részében, habár kapcsoltuk már akkor sem volt mentes minden problémától. 
A pár Clevelandben telepedett le, ahol gyerekeket fogadtak örökbe, mert házaséletük meddőnek bizonyult. Ezt követően kikerültek a Vasember cselekményéből. Miután Stark riválisa Obadiah Stane elrabolja, Pepper azt kéri Tonytól, hogy tartsa magát távol az életüktől. Azonban távollétük egy nem részletezett pontján Pepper és Hogan elváltak. Miután Tony visszatért a Heroes Reborn univerzumából Virginia és Hogan újból rendszeresen megjelenő szereplőkként csatlakozott az új Stark Solutions-hoz. Ismét közelednek egymáshoz érzelmileg, megújítják házasságukat, hogy adoptált gyermekeiknek biztos hátteret teremtsenek. A frigy megint hullámzóra sikerül, és az egyik mélyponton Tony és Pepper között mintha fellobbanna egy szikra, aminek az vet véget, hogy a mégiscsak teherbe esett Pepper, Stark korábbi szeretője, Ayisha által elveszti gyermekét.
Miután Hogan a „Marvel Civil War” eseményei során súlyos sérüléseket szenvedett és Pepper Tonyhoz fordult segítségért. Az „Invincible Iron Man” 4. sorozatának 14. számának utolsó oldalain Hogan tetszhalálát láthatjuk, a kérdés pedig nem tisztázott, hogy Tony segített-e valójában a férfin.

## The Order
A 2007 júliusában megjelent „Order”, vagyis „Rend” című Marvel képregénysorozatban Pepper „Héra” fedőnével a csapat egyik alapító tagja.

## Megjelenése más médiumokban
- Pepper színre lépett az „Invincible Iron Man” 1966-os animációs sorozatában (hangja Peg Dixon).
- Láthatjuk a DVD kiadású „Invincible Iron Man” animációs filmben (hangját Elisa Gabrielli szolgáltatja jellegzetes brit akcentussal).
- A 2008-as A Vasember című élőszereplős mozifilmben szerepét Gwyneth Paltrow játssza, akit lenyűgöz főnöke megváltozott magatartása, miután Tony visszatér afganisztáni fogságából.

## Egyéb verziók

### Amalgam Comics
Az Amalgam Comics képregények világában DC Comics-ból ismert Zöld Lámpás és a Marvel Comics Vasemberének elegye alkotja az „Iron Lantern” vagyis „Vas Lámpás” nevű szuperhőst, aki civil életében Hal Stark néven ismert kísérleti repülőgépekkel foglalkozó fejlesztő és a Stark Artifact tulajdonosa.  Egyik tesztpilótája Pepper Ferris (Pepper Potts és A DC Carol Ferris-ének vegyítése).
Pepper Starkkal és annak vezető szerelőjével Happy Kalmakuval kerül szerelmi háromszögbe (a Marvel Happy Hogan és a DC Thomas Kalmaku-jának vegyítése). Mikor Pepper kapcsolatba kerül egy rejtélyes drágakővel átváltozik Madame Sapphire-ré (a Marvel Madame Masque-jának és a DC Star Sapphire-jének kombinációja).
Pepper Ferris az Iron Lantern első számában debütált 1997 áprilisában. Megalkotói Kurt Busiek (szövegkönyv) és a rajzoló Paul Smith.

### Heroes Reborn
A Heroes Reborn alternatív univerzumában Pepper és a Vasember szeretők, bár Virginiától nem idegen a flörtölés Happy Hogannel. Stark váratlanul arra kényszerül, hogy elhagyja szerelmét magyarázat nélkül, mivel a jelenléte abban a világban veszélyeztetné az ő és mindenki más életét is.